# 奥克替林
奥克替林（开发代号：SC-27,123），分子式C20H21N，其化学名为3-(1a,10b-二氢二苯并[a,e]环丙并[c]环庚烯-6(1H)-基亚基)-N-甲基-1-丙胺，是一种三环类抗抑郁药（TCA），但从未上市。有专利报道了它的合成方法。